# طبقة بحرية

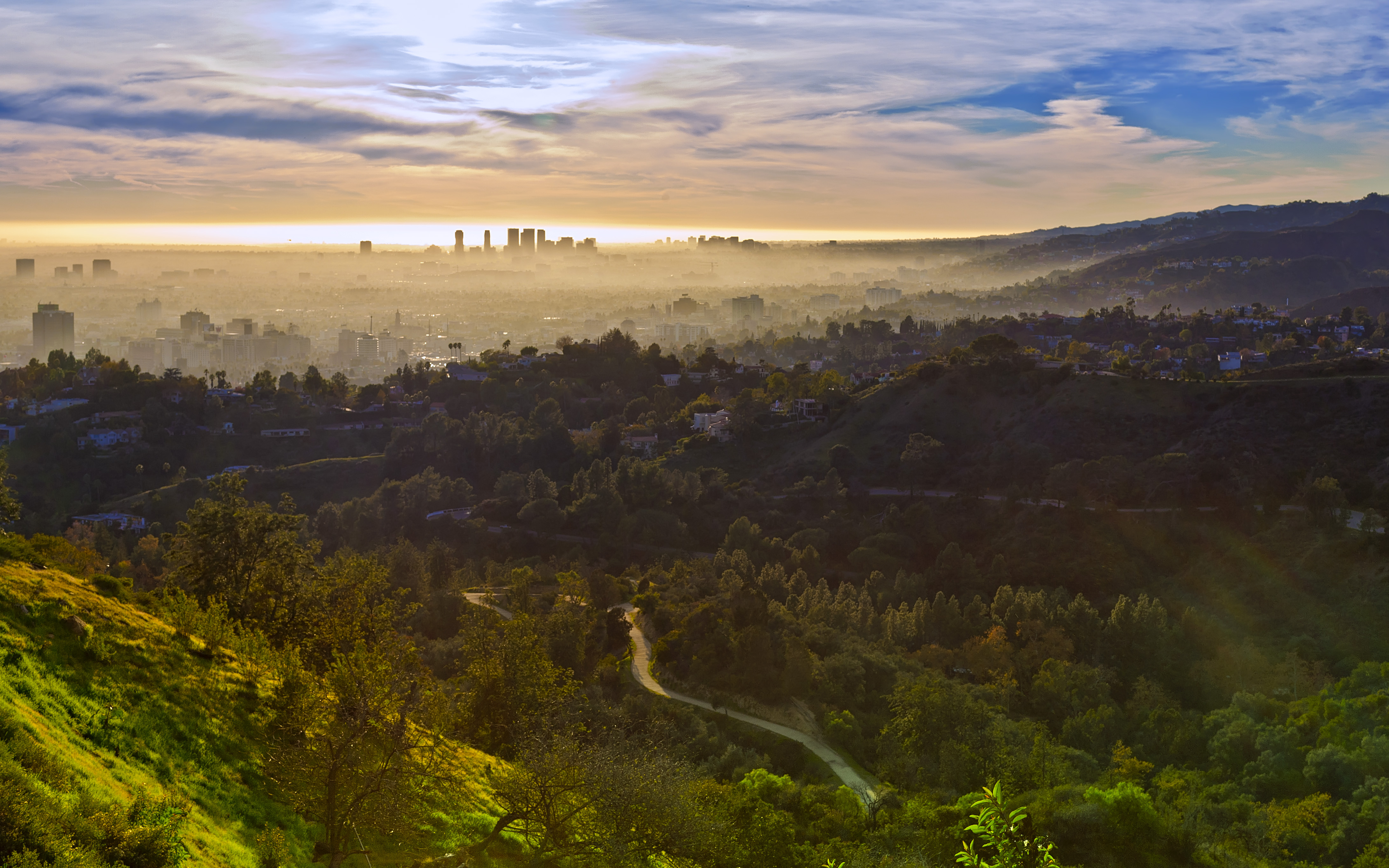
بعد الظهر الضباب الدخاني داخل طبقة بحرية ساحلية في غرب لوس أنجلوس

الطبقة البحرية عبارة عن كتلة هوائية تتطور على سطح جسم كبير من الماء مثل المحيط أو البحيرة الكبيرة في وجود انعكاس في درجة الحرارة. عادة ما يبدأ الانعكاس نفسه بتأثير تبريد الماء على الطبقة السطحية لكتلة هواء دافئة. عندما يبرد، يصبح الهواء السطحي أكثر كثافة من الهواء الأكثر دفئًا فوقه، وبالتالي يصبح محاصرًا تحته. قد تتكاثف الطبقة من خلال الاضطراب المتولد داخل الطبقة البحرية النامية نفسها. وقد يثخن أيضًا إذا تم رفع الهواء الأكثر دفئًا فوقه عن طريق منطقة تقترب من الضغط المنخفض. ستزيد الطبقة أيضًا رطوبتها تدريجيًا من خلال تبخر سطح المحيط أو البحيرة، وكذلك من خلال تأثير التبريد نفسه. سيتشكل الضباب داخل طبقة بحرية حيث تكون الرطوبة عالية بما يكفي وتبريدًا كافيًا لإنتاج التكثيف. سيتشكل ستراتوس وطبقية طبقية أيضًا في أعلى طبقة بحرية في وجود نفس الظروف هناك.
تتفرق الطبقة البحرية وتتفكك في حالة عدم الاستقرار، مثل ما قد يحدث بسبب مرور نظام أمامي أو حوض، أو أي اضطراب هواء علوي يؤثر عليه. يمكن أيضًا دفع الطبقة البحرية بعيدًا عن طريق رياح قوية بما فيه الكفاية.